# Kałofer
Kałofer (bułg. Калофер) − miasto w środkowej Bułgarii w Obwodzie Płowdiw, położone między pasmem Starej Płaniny a Srednej Gory, nad rzeką Tundżą.
Miejsce narodzin słynnego, XIX-wiecznego poety bułgarskiego - Christo Botewa. W jego domu rodzinnym w Kałoferze zlokalizowane jest poświęcone mu muzeum.
Miasto znane od XVI wieku, zdołało zachować swój bułgarski charakter w Turcji Osmańskiej. Istnieje tu monaster z XVII wieku.